# كاثرين كيدر
كاثرين كيدر (بالإنجليزية: Kathryn Kidder)‏ هي ممثلة أمريكية، ولدت في 1868 في نيوآرك في الولايات المتحدة، وتوفيت في 7 سبتمبر 1939 في نيويورك في الولايات المتحدة.

## وصلات خارجية
- كاثرين كيدر على موقع قاعدة بيانات برودواي على الإنترنت (الإنجليزية)